# Andy Pelmard
Andy Joseph Pelmard (* 12. März 2000 in Nizza) ist ein französischer Fußballspieler.

## Karriere

### Verein
Pelmard begann seine Laufbahn bei ASBTP Nice Côte d’Azur und ESS Nice Nord in seiner Heimatstadt Nizza. 2013 wechselte er in die Jugend von OGC Nizza. Ab Sommer 2017 kam er regelmäßig für die zweite Mannschaft in der viertklassigen National 2 zum Einsatz. Am 23. Februar 2019, dem 26. Spieltag der Saison 2018/19, gab er beim 0:1 gegen den SC Amiens sein Debüt für die Profis in der erstklassigen Ligue 1, als er in der Startelf stand. Bis Saisonende spielte er viermal in der höchsten französischen Spielklasse. 2019/20 absolvierte er zehn Partien in der Ligue 1 und ein Spiel in der 4. Runde des Coupe de France. Nizza schied schlussendlich im Achtelfinale gegen den Ligakonkurrenten Olympique Lyon aus. 2020/21 bestritt er 19 Spiele in der Ligue 1. Im Coupe de France kam er in der 3. Runde zu einem Einsatz. In der folgenden 4. Runde verlor die Mannschaft gegen die AS Monaco. Außerdem spielte er viermal in der Gruppenphase der UEFA Europa League, die man als Fünfter in der Abschlusstabelle der Vorsaison erreicht hatte. Nizza schied als Letzter aus dem internationalen Wettbewerb aus.
Zur Spielzeit 2021/22 schloss sich Pelmard auf Leihbasis dem Schweizer Erstligisten FC Basel an. Er unterschrieb einen Vertrag bis Sommer 2022, der FCB besitzt zudem eine Kaufoption. Am 25. Juli 2021, dem 1. Spieltag, debütierte er beim 2:0 gegen den Grasshopper Club Zürich in der erstklassigen Super League, als er in der Startelf stand. Im Januar 2022 zog der FC Basel dann die Kaufoption und verpflichtete Pelmard damit fix.
Mitte 2023 wechselte er zu Clermont Foot. Bereits ein Jahr später verließ er die Franzosen wieder und wechselte leihweise nach Italien zur US Lecce. Ende Januar 2025 folgte die Leihe zur UD Las Palmas.

### Nationalmannschaft
Pelmard kam zwischen 2017 und 2019 zu insgesamt 17 Partien für französische U-Nationalauswahlen.